# Rovinjski iluminirani kodeks iz XIV. – XV. stoljeća
Rovinjski iluminirani kodeks iz XIV. – XV. stoljeća, danas pohranjen u Sveučilišnoj knjižnici u Puli pod naslovom “Manuskript na pergameni s crtežom crkve sv. Eufemije u Rovinju, 14. ili 15. st.”, S. 1 (s.n.), sig. 439561, do tridesetih godina XX. st.  čuvao se u rovinjskom kaptolskom arhivu.
Sadašnji, u znanosti prihvaćeni naslov rukopisa “Rovinjski iluminirani kodeks iz XIV. – XV. stoljeća” (“Il codice miniato rovignese”)  odredio je prof. Marino Budicin, istraživač Centra za povijesna istraživanja iz Rovinja.
Izvorni rukopis izveden je na pegameni gotičkom minuskulom prepoznatljivom prije svega po slovima koja su svojstvena svim podvrstama gotičkoga pisma, pa onda i knjižnoj gotičkoj minuskuli. Pretpostavlja se da je od izvornoga kasnosrednjovjekovnog kodeksa sačuvano 20 stranica (10 listova). Njima su kasnije bili pridodani novi listovi. Bilješke ispisane na dodanim stranicama uglavnom su datirane i smještaju se u vrijeme od 1640., preko bilježaka kasnog XVII. i XVIII., do sredine XIX. stoljeća, što potvrđuju “moderni” rukopisi pojedinih zapisivača. Kodeks, koji nam je historiografija XIX. stoljeća prenijela pod nazivom Translatio corporis Beate Eufemie, bio je iznova uvezan i obnovljen 1640. Konzerviran je i ponovno uvezan 2000. godine kada su, u povodu obilježavanja 1200. obljetnice prenošenja moći sv. Eufemije u Rovinj, dr. Mate Križman i dr. Josip Barbarić priredili i objavili kritičko trojezično (latinsko/hrvatsko/talijansko) izdanje rukopisa (urednici Aldo Kliman i Marino Budicin).
“Rovinjski iluminirani kodeks iz XIV. – XV. stoljeća” (koji akademik Franjo Šanjek datira čak u XIII. – XIV. st.) obuhvaća više zanimljivih tekstova iz starokršćanske i srednjovjekovne povijesti, a pisan je za potrebe rovinjske crkvene zajednice, jer sadrži živote lokalnih zaštitnika sv. Eufemije i sv. Jurja: fol. 6r-9v: Passio Sancte Eufemie virginis et martiris (Mučeništvo svete Eufemije djevice i mučenice); fol. 10r-12r: Translatio corporis Beate Eufemie (Prijenos tijela blažene Eufemije); fol. 20v-23r: Passio Sancti Georgii martiris (Mučeništvo svetoga Jurja mučenika); fol. 24rv: Translatio corporis Alme martiris (et) virginis Euphemie ab inclita urbe Veneta Rubinum (Prijenos tijela uzvišene mučenice djevice Eufemije iz slavnoga grada Mletaka u Rovinj) i srednjem vijeku zanimljive živote svetaca: fol. 12r-16v: Passio Undecim milia virginum (Mučeništvo Jedanaest tisuća djevica); fol. 17r-20r: Passio Sancti Iacobi intercisi (Mučeništvo svetoga Jakoba isječenoga).
Ljepota stila, osjećaj za dramatično, suptilnost u nijansiranju dijalogâ unutar kojih se isprepliću sugestivno vjersko nadahnuće i zanos, s jedne, i filozofsko propitivanje smisla ovostranog života, s druge strane - to su elementi koji ovom srednjovjekovnom rukopisu daju posebnu draž i privlačnost. I ne samo sa stajališta njegovih kulturno-povijesnih osobitosti i nesumnjive vrijednosti prelijepih iluminacija s nizom inicijala realiziranih u maniri velikih majstora onodobne kaligrafije i minijature, kao i s jednim osebujnim, vjerojatno i najstarijim sačuvanim prikazom grada Rovinja te florealnim i animalnim motivima urešenom uvodnom stranicom s portretom svete Eufemije - već i zbog toga što suptilne filozofsko-teološke i moralne poruke koje donose na svojim stranicama uvijek iznova pred čitatelje postavljaju jednako važna i jednako aktualna moralna i civilizacijska pitanja.

## Izdanja Rovinjskog iluminiranog kodeksa iz XIV. – XV. stoljeća
- “Translatio corporis beate Eufemie” (priredili i tumačenjima i komentarima popratili dr. Mate Križman i dr. Josip Barbarić; Zavičajna naklada “Žakan Juri”, Pula; sunakladnici: Sveučilišna knjižnica u Puli, Centar za povijesna istraživanja Rovinj, Famia ruvignisa, Trst i Župni ured Rovinj, Pula-Rovinj-Trst, 2000.), trojezično kritičko izdanje, ISBN 953-6487-16-0
- “Rovinjske legende” (priredio te bilješkama i komentarima popratio dr. Mate Križman; Zavičajna naklada “Žakan Juri”, Pula, MMIV), izdanje na hrvatskom, ISBN 953-6487-22-5
- “Leggende rovignesi” (testo, note e commenti a cura di Mate Križman; Casa editrice istriana “Žakan Juri”, Pola, MMIV), izadanje na talijanskom, ISBN 953-6487-39-X